# ロボット倫理憲章
ロボット倫理憲章（ロボットりんりけんしょう）は、韓国が制定しようとしている世界初のロボットと人間の関係について定めた憲章。2007年8月29日に草案が産業資源部によってインターネットで発表された。

## ロボット倫理憲章草案
- 第一条（目標） ロボット倫理憲章の目標は人間とロボットの共存共栄のために人間中心の倫理規範を確認するところにある。
- 第二条（人間、ロボットの共同原則） 人間とロボットは互いの生命の尊厳性と情報、工学的倫理を守らなければならない。
- 第三条（人間倫理） 人間はロボットを製造して使う際に、常に善悪を判断して決めなければならない。
- 第四条（ロボット倫理） ロボットは人間の命令に従順である友人・お手伝い・パートナーとして人間に害を与えてはならない。
- 第五条（製造者倫理） ロボット製造者は人間の尊厳性を守るロボットを製造し、ロボットリサイクル、情報保護義務を持つ。
- 第六条（使用者倫理） ロボット使用者はロボットを人間の友人として尊重するべきで、不法改造やロボット乱用を禁じる。
- 第七条（実行の約束） 政府と地方自治体は憲章の精神を実現するために有効な措置を施行しなければならない。